# The Fly (comics)
The Fly est un personnage de comics créé par Joe Simon et Jack Kirby en 1959 pour Archie Comics. En France (souvent traduit par Mosquito), le personnage il a été publié dans les revues périodiques Atemí et Sunny Sun.Dans les années 2000, il apparaît dans une nouvelle version du magazine Strange publié par Organic Comix.

## Historique de la publication
Selon Joe Simon, le personnage ne s'inspirerait pas d'une mouche, mais d'une araignée, l'origine serait très similaire, Tommy Troy trouverait une bague qui lui accorderait des pouvoirs d'araignée,. selon Simon, le personnage avait des noms provisoires Spiderman et Silver Spider. Le personnage est retravaillé et devient The Fly, Simon réutilise le thème Spider en créant son premier méchant : Spider Spry.
Certaines sources indiquent que Spider-Man de Marvel aurait pu s'inspirer de cette version initiale du héros.
En 1959, Archie Comics décide de se lancer dans le comics de super-héros en s'inspirant de la renaissance de ce genre chez DC Comics. Après avoir recréé le personnage de The Shield sous le titre The Double Life of Private Strong grâce à l'équipe de Joe Simon et Jack Kirby. The Fly paraît à partir de 1959. Après deux numéros, Kirby et Simon délèguent le comics à des artistes qui travaillent dans leur studio puis à partir du 5e épisode, Harvey Comics prend la responsabilité du comics et engage un scénariste et un dessinateur. En 1965, Jerry Siegel devient le scénariste du comics. En 1967, The Fly disparaît des kiosques ; il est relancé en 1983 mais est arrêté en 1985. En 1991, DC Comics achète les droits mais la tentative de recréer les personnages d'Archie Comics dure peu et la licence revient à Harvey qui depuis ne l'a pas utilisée.
Dans les années 1990, Joe Simon a obtenu les droits de The Fly. En 2007, le collectif et éditeur français Organic Comix a négocié avec Joe Simon pour publier The Fly, le magazine Strange a publié l'histoire originale de Jack Kirby et Joe Simon et de nouvelles histoires de Jim Simon, Jean Depelley et Reed Man,, Dans cette version, Ther Fly utilise également l'identité du méchant de ses premières histoires :Spider Spry, reestablishing the connection between The Fly and Spider-Man. Le fils de Joe Simon a présenté un nouveau projet, le héros ShieldMaster, créé par Joe et Jim, sur lequel a travaillé avec la même équipe,. Shieldmaster a également été publié dans les magazines Futura et Étranges Aventures. À partir de 2015, les histoires ont été rééditées aux États-Unis par FutureRetro Entertainment, Jim et son fils Jesse Simon publient ShieldMaster et d'autres créations via financement participatif sur le site Kickstarter.